# Demolition derby

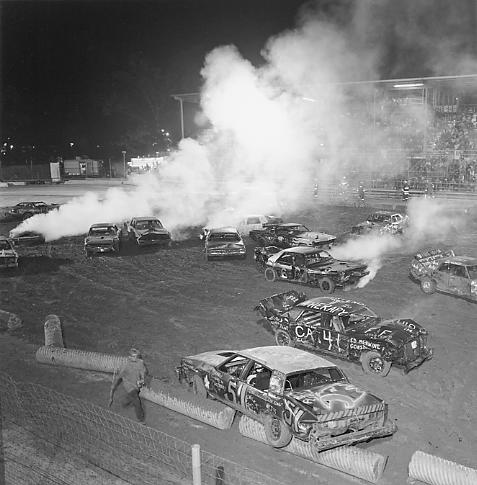
Un gruppo di auto distrutte

I demolition derby (anche derby demolition) sono un tipo di spettacolo motoristico caratterizzato da uno spiccato agonismo, ove diversi conducenti di autovetture si tamponano cercando di distruggere il veicolo dell'avversario.
Fenomeno originario degli Stati Uniti d'America, si è poi diffuso in altri Stati del mondo, soprattutto nei Paesi anglofoni.

## Storia
Le origini del fenomeno risalirebbe agli anni 1930, ove le prime di competizioni si sarebbero disputate utilizzando delle Ford T, tuttavia su chi sia stato il creatore ci sono varie ipotesi, secondo alcune fonti sarebbe stato Don Basile, che avrebbe promosso le prime manifestazioni al Carrell Speedway nel 1947, secondo altre fonti invece il pilota stock car avrebbe ideato il primo evento presso lo Islip Speedway nello Stato di New York nel 1958.
Il fenomeno divenne popolare fino alla fine degli anni 1970, sebbene anche dopo il 2000 ha ricevuto attenzione da parte di emittenti televisive sportive.

## Le regole
Generalmente i partecipanti devono avere una età minima di 16 anni e possedere una patente di guida nonché indossare obbligatoriamente casco e cinture di sicurezza. L'evento si svolge all'interno di una pista all'aperto di forma rotonda o dentro arena. I conducenti sono generalmente tenuti a schiantarsi contro un altro veicolo ogni 2 minuti o altrimenti vengono squalificati. Anche colpire intenzionalmente un guidatore nella portiera del conducente e talvolta far rotolare un'altra macchina intenzionalmente, sono motivi di squalifica. L'ultimo pilota che ha ancora l'auto funzionante vince.

## Nella cultura di massa
- Tali manifestazioni appaiono nei film Un Maggiolino tutto matto e Herbie - Il super Maggiolino.
- Al fenomeno sono stati dedicati anche alcuni videogiochi, come Destruction Derby del 1995.
- Il videogioco Saints Row - driver parallel lines e wreckfest prevedono questa modalità di gioco.